# Charles Dieupart
François Dieupart (Charles ist als Vorname widerlegt*) (* 10. August 1676 in Paris; † 1751 Saint-Germain-sur-École, Île-de-France) war ein französischer Cembalist, "maestro al cembalo", Gesangslehrer und Komponist.
*Der Vorname "Charles" ist nicht korrekt. Alle in den unten zitierten Quellen noch aufgefundenen Originalunterschriften aus Verträgen oder Urkunden des Komponisten lauten oder deuten eindeutig hin auf "François". 

## Leben
François Dieupart wurde als 2. Kind von Nicholas Dieupart († 1700) aus der Normandie und Flötist, Oboist und Krummhornist der Grande Écurie und der "Musique de la Chambre du Roi" und Marie Burel/Burelle (* nach 1646) in Paris geboren und am 12. August 1676 in der Kirche Saint-Nicolas-des-Champs, Rue Saint-Martin, Paris getauft.
Mit 11 Jahren unterzeichnet er einen Ausbildungsvertrag bei seinem Onkel Nicolas Bruel (Meister Stoffhändler und Gewandmacher) in der Rue des Arcis (heute Rue Saint-Martin, Rive Droite). Über eine abgelegte Meisterprüfung gibt es keine Kenntnisse oder Aufzeichnungen.
Wer Dieuparts Lehrer waren, ist nicht bekannt. Dieupart wuchs jedoch im Umfeld der Musique du Roi unter Lully und den Hofmusikern Ludwig XIV. auf. Es gibt Hinweise auf musikalische Einflüsse von Jean-Henri d'Anglebert und François Couperin. Dieuparts Name taucht in einer Steuerliste von 1695 auf, in der er als Musiker geführt wurde. Spätestens ab 1702 oder 1703 lebte Dieupart in London, vermutlich reiste er im Gefolge von Elisabeth Montagu Countess of Sandwich (1674–1757), der Tochter des Earl of Rochester nach England, die sich aus gesundheitlichen Gründen längere Zeit in Frankreich aufgehalten hatte. Ihr widmete er 1701 seine 6 Suiten für Cembalo, die bei Estienne Roger in Amsterdam gedruckt wurden. Aus diesem Grunde ist es wahrscheinlich, dass sie seine Schülerin war.
Am 11. Februar 1703 spielte Violinist Gasparo Visconti ("Gasparini") mit Dieupart als begleitender Cembalist Violinsonaten von Arcangelo Corelli im Theatre Royal Drury Lane; siehe van Asperen, 3. Seite 52. Der Musikhistoriker John Hawkins berichtete, dass Dieupart in Bierhäusern auf gekonnte und elegante Art Violinsoli von Corelli gespielt habe (für eine gesonderte Nennung als Violinvirtuose fehlen lt. van Asperen jedoch sichere zeitgenössische Hinweise).
1704 komponierte er in London die Musik für das Schauspiel Britain’s Happiness von Peter Motteux, das im Theatre Royal Drury Lane aufgeführt wurde. Ein Jahr lang komponierte er gemeinsam mit Thomas Clayton (1673–1725/1730) und Nicola Francesco Haym an einer italienischen Oper, an deren Aufführung auch der aus Berlin stammende Johann Christoph Pepusch sowie der Flötist und Oboist Jean-Baptiste Loeillet de Gant mitwirkten. Es folgen mehrere Aufführungen von Opern der italienischen Komponisten Giovanni Bononcini und Alessandro Scarlatti. Aufgrund einer nicht näher bekannten Intrige wurde er 1708/1709 entlassen und war freischaffend tätig (4.).
1709–1710 ist Dieupart das am besten bezahlte Mitglied der Continuo Gruppe des Queen´s Theatre, Haymarket. Andere Mitglieder des Orchesters waren Loeillet, Paisible, Babell, Pierre Latour, u. a. (3.). Nach der Saison 1712 wir Dieupart bis zu seinem Rückzug aus dem Londoner Konzertleben 1726 kaum noch genannt.
1711 geriet das Theatre Royal Drury Lane in Konkurs, nicht zuletzt durch die Erfolge, die Georg Friedrich Händels Oper Rinaldo am Opernhaus Haymarket verzeichnen konnte. In den Jahren 1711 und 1712 organisierte Dieupart Konzerte, die einen gewissen Erfolg hatten, er spielte Violine in Händels Orchester und lebte vor allem von Cembalo-Unterricht, der ihm zeitweise Zugang zu den einflussreichsten Familien des Landes verschaffte.
1717 erscheinen die Six Sonatas for a Flute and a Through Bass, gewidmet Lady Essex Finch (* 1683; † 1721), Tochter von Daniel Finch, 2. Earl of Nottingham. 1721 wird Dieupart zusammen mit Peter Bressan, Pierre Latour und John Gairaud als Testamentsvollstrecker im letzten Willen von Jacques Paisible erwähnt. Er lebte zu dieser Zeit, laut Totenschein seines Freundes Thorpe in London, St Martin in the Fields. 1726 folgt ein erster Aufenthalt in St-Germain-sur-École. Es folgen noch mehrere belegte Aufenthalte in London und Kent bis 1732. Schließlich kehrt er 1735 oder 1736 endgültig nach Paris zurück. Er wohnt vorübergehend in Melun, 1748 in Fontainebleau und erwarb dann ein kleines Anwesen in St-Germain-sur-École (4.).
Er heiratete am 14. September 1744 in der Kirche Saint-Etienne in Melun Angélique Anne Lefebure, die Tochter eines königlichen Beraters. 1747 erscheint seine Unterschrift als Zeuge in einen Ehevertrag seines Nachbarortes.
Aus 1750 existiert ein handschriftliches Testament, geschrieben "1750 in meinem Hause in St-Germain-sur-École". Die lange vorherrschende Ansicht, er sei verarmt und einsam verstorben ist ebenso überholt wie die Annahme, nach 1740 habe sich seine Spur verloren.
Das Begräbnis von François Dieupart ist für den 26. Januar 1751 urkundlich belegt.

## Werke (Auswahl)
- 6 Cembalosuiten (Amsterdam, etwa 1701). Der Verleger Estienne Roger hat zwei verschiedene Versionen veröffentlicht, die ursprüngliche Version für Cembalo und eine zweite Ausgabe 1702, für Melodieinstrument, Flûte de voix (Voice flute) und Flûte de quatre (Fourth Flute) und Basso continuo (eine zu dieser Zeit übliche Praxis).
- 6 Sonaten für Blockflöte und B. c. (London, 1717)
- Etwa 30 Airs zwischen 1729 und 1731, in The Musical Miscellany erschienen.
- Select Lessons for Harpsichord or Spinett (Walsh, London)
- Concerto à 5 für Violine, Streicher und B. c.
- Concerto à 5 für Flöte, Streicher und B. c.
- 2 Concerti grossi
- Concerto a due cori (Doppelchöriges Streicherkonzert)